# Hadula insolita
Hadula insolita är en fjärilsart som beskrevs av Otto Staudinger 1889. Hadula insolita ingår i släktet Hadula och familjen nattflyn. Inga underarter finns listade i Catalogue of Life.